# Júlia ist
Júlia ist és una pel·lícula dramàtica catalana estrenada el 2017. Dirigida per Elena Martín i interpretada per Elena Martín, Oriol Puig, Rémi Pràdere i Laura Weissmahr, la cinta recorre un any de la vida de la Júlia, una jove estudiant catalana que fa un Erasmus a Berlín (Alemanya).

## Argument
La Júlia és una estudiant d'arquitectura que decideix anar d'Erasmus a Berlín. Se'n va per primera vegada de casa i en un moment en el qual la seva relació amb en Jordi passa per un mal moment. La ciutat, freda i grisa, li dona una benvinguda més gèlida que no s'esperava, i confronta les seves expectatives amb la realitat: la seva situació sembla estar molt lluny d'aquella nova vida que imaginava des de les aules de la Universitat de Barcelona. Un cop allà, completament sola per primera vegada, s'adona que no es coneix tan bé a si mateixa com pensava i que no té ni idea de què vol fer. Haurà d'assumir el repte de construir una nova vida en una ciutat enorme i plena de gent.
Aviat és capaç de canviar d'apartament i acostar-se a un grup d'estudiants enamorats de les idees de Niemeyer. La protagonista és capaç de superar les barreres i se suma a una manera de veure la vida desconeguda fins aleshores.

## Repartiment
La pel·lícula està interpretada per:
- Elena Martín
- Oriol Puig
- Rémi Pràdere
- Laura Weissmahr
- Jakob Daprile
- Paula Knüpling
- Carla Linares
- Max Grosse

## Premis i nominacions
Júlia ist va participar en el Festival Internacional de Cinema de Màlaga de 2017 i va aconseguir tres premis dins de la Secció Zonacine: la Bisnaga de Plata a la millor pel·lícula i a la millor direcció, a més del premi Movistar+.

## Crítica
- "Una pel·lícula en absoluta primera persona (...) neix del viscut, lliure i directe per expressar els dubtes en un entorn diferent quan encara es defineix la identitat (…) Puntuació: ★★★★ (sobre 5)"[7]
- "Estimulant debut (...) [Film] precís, pensat i rigorós, sense per això restar-li un punt de naturalitat (…) Puntuació: ★★★ (sobre 5)"[8]